# Sammy Bossut
Sammy Bossut (Tielt, 11 de agosto de 1985) es un exfutbolista belga que jugaba en la demarcación de portero.

## Biografía
Jugó en las categorías inferiores del KSV Waregem y del Sporting West Harelbeke hasta que en 2003 subió al primer equipo del mismo, y debutó como futbolista. Tras tres años en el club fichó por el SV Zulte Waregem, entidad en la que jugó hasta 2023 un total de 473 partidos. Tras su salida optó por regresar a Harelbeke, donde puso fin a su carrera al terminar la temporada 2024-25.

## Selección nacional
Después de que Silvio Proto se lesionara, al igual que Koen Casteels, el seleccionador Marc Wilmots le convocó como tercer portero para la selección de fútbol de Bélgica para la Copa Mundial de Fútbol de 2014, aunque no llegó a jugar ningún partido del torneo. Debutó en un partido amistoso contra Luxemburgo el 26 de mayo de 2014.

### Participaciones en Copas del Mundo
| Mundial                        | Sede   | Resultado        | Partidos | Goles |
| ------------------------------ | ------ | ---------------- | -------- | ----- |
| Copa Mundial de Fútbol de 2014 | Brasil | Cuartos de final | 0        | 0     |

## Clubes
| Club                    | País    | Año       | Partidos | Goles |
| ----------------------- | ------- | --------- | -------- | ----- |
| Sporting West Harelbeke | Bélgica | 2003-2006 | 8        | 0     |
| SV Zulte Waregem        | Bélgica | 2006-2023 | 473      | 0     |
| K. R. C. Harelbeke      | Bélgica | 2023-2025 | 37       | 0     |

## Palmarés

### Títulos nacionales
| Título          | Club             | País    | Año  |
| --------------- | ---------------- | ------- | ---- |
| Copa de Bélgica | SV Zulte Waregem | Bélgica | 2017 |